# Савранка (балка)
Савранка — балка (річка) в Україні у Криничанському районі Дніпропетровської області. Права притока Балки Глибокої (басейн Дніпра).

## Опис
Довжина балки приблизно 8,44 км, найкоротша відстань між витоком і гирлом — 7,97 км, коефіцієнт звивистості річки — 1,06. Формується декількома струмками та загатами. На деяких ділянках балка пересихає.

## Розташування
Бере початок у селі Семенівка. Тече переважно на північний схід через село Прапор і на західній стороні від села Барвінок впадає у Балку Глибоку, праву притоку річки Мокрої Сури.

## Цікаві факти
- У XX столітті на балці існували птице-тваринна ферма (ПТФ), газгольдер та газова свердловина[2], а у XIX столітті — декілька вітряних млинів[1].